# シモーナ・ガラッシ
シモーナ・ガラッシ（Simona Galassi、1972年6月27日 - ）は、イタリアの女子プロボクサー。フォルリ出身。

## 来歴
世界選手権フライ級3連覇を達成、ヨーロッパ選手権フライ級3連覇を果たすなど輝かしい実績を残しプロに転向。
2006年10月8日、ミラノでデビュー戦を行い、2回TKO勝ちを収めデビュー戦を白星で飾った。
2007年1月9日、ベルガモでナディア・ホックミとEBU女子フライ級王座決定戦を行い、1-1（97-92、95-95、93-96）の判定で引き分けた為プロ3戦目での王座獲得に失敗した。
2007年5月11日、エミリア＝ロマーニャ州ベルティノーロでベティーナ・フォルカーとEBU女子フライ級王座決定戦を行い、10回1分18秒TKO勝ちを収めプロ5戦目にして王座獲得に成功した。
2007年12月28日、フォルリでフロアレア・リヘットと対戦し、3-0（3者とも100-90）の判定勝ちを収め初防衛に成功した。 
2008年3月29日、フォルリでWBC女子世界フライ級王者ステファニー・ビアンキーニと対戦し、3-0（98-92、98-91、99-90）の判定勝ちを収め王座獲得に成功した。 
2008年7月18日、チヴィタノーヴァ・マルケでアイリーン・オルシェウスキーと対戦し、3-0（2者が99-91、99-92）の判定勝ちを収め初防衛に成功した。
2008年10月24日、ミラノでステファニー・ビアンキーニと対戦し、3-0（2者が100-90、99-91）の判定勝ちを収め2度目の防衛に成功した。
2009年12月4日、ゼルデンのフライツァイト・アレーナでアジザ・オーバイタと対戦し、3-0（2者が99-91、100-90）の判定勝ちを収め3度目の防衛に成功した。
2010年3月12日、エミリア＝ロマーニャ州ベルティノーロでエスメラルダ・モレノと対戦し、3-0（100-89、100-90、99-90）の判定勝ちを収め4度目の防衛に成功した。  
2010年11月20日、モンテレイのモンテレー・アリーナで暫定王者マリアナ・フアレスと王座統一戦を行う予定だったが、理由は不明だが中止となった。
2011年3月11日、メキシコシティで暫定王者マリアナ・フアレスと王座統一戦を行い、プロ初黒星となる0-3（2者が93-97、94-96）の判定負けを喫し王座統一に失敗し王座から陥落した。
2011年10月28日、カリャリでナデージュ・ジコラとIBF女子世界スーパーフライ級初代王座決定戦を行い、3-0（100-91、2者が100-90）の判定勝ちを収め2階級制覇に成功した。
2012年4月14日、ヴェネト州ヴィチェンツァでレナータ・セベレディと対戦し、3-0（3者とも96-94）の判定勝ちを収め初防衛に成功した。 
2012年10月27日、ヴェネト州パドヴァでレナータ・セベレディとWBC女子世界フライ級王座決定戦を行い、3回1分49秒TKO負けを喫し1年7ヵ月ぶりの王座返り咲きに失敗した。
2013年6月15日、エミリア＝ロマーニャ州ベルティノーロでサナエ・ジョーとEBU女子フライ級王座決定戦を行い、3-0（3者とも98-92）の判定勝ちを収め王座への返り咲きに成功した。
2013年12月7日、シュトゥットガルトのポルシェ・アレーナでWBA女子世界フライ級王者スージー・ケンティキアンと対戦し、0-3（94-98.5、91.5-99、95.5-97）の判定負けを喫し王座獲得に失敗した。
2014年5月23日、エミリア＝ロマーニャ州モリネッラでガリナ・コレバ・イバノバと対戦し、5回1分12秒、3-0（2者が40-36、40-37）の負傷判定勝ちを収め初防衛に成功した。
2014年8月8日、ローマでラティティア・アルザリーと対戦し、3-0（97-94、98-94、100-91）の判定勝ちを収め2度目の防衛に成功した。
2015年2月7日、エミリア＝ロマーニャ州フェラーラでロレダナ・ピアッツァと対戦し、3-0（2者が97-93、96-94）の判定勝ちを収め3度目の防衛に成功した。   

## 戦績
- 28戦 23勝 4KO 3敗 1分 1無効試合

## 獲得タイトル
- EBU女子フライ級王座
- 第2代WBC女子世界フライ級王座
- 初代IBF女子世界スーパーフライ級王座